# Marta Taboada
Marta Angélica Taboada de Dillon (Salta, 5 de agosto de 1941 - Ciudadela, 2 de febrero de 1977) fue una maestra y abogada argentina, militante del FR-17 (Frente Revolucionario «17 de Octubre») secuestrada y asesinada por el terrorismo de Estado en Argentina durante la última dictadura cívico-eclesiástico-militar.

### Biografía
Nació en la ciudad de Salta, pero estudió en Buenos Aires y egresó del Liceo Francés Jean Mermoz.
De tendencias demócrata-cristianas, se casó con el presidente de la Rama Juvenil de la Acción Católica Argentina. Tuvo cuatro hijos, Marta, Andrés, Juan y Santiago Dillon.
En 1975, Taboada ―que estaba separada de su esposo― vivía con sus hijos en una casa ubicada en la calle Joly, entre Centenario y De la Vega, en la zona sur de Moreno, a pocas cuadras de la estación ferroviaria, en el Gran Buenos Aires. En el mismo domicilio también vivían sus dos compañeros de militancia en el MR 17 (Movimiento Revolucionario "17 de Octubre"): su pareja Juan Carlos Negro Arroyo y Gladys del Valle Porcel de Puggioni ―cuyo esposo, Hugo Aníbal Puggioni, había sido asesinado por la Triple A en Buenos Aires en septiembre de 1974.  
Según describe Laura Ramos en La niña guerrera (2020), un libro de relatos de no ficción, su hija mayor, Marta Dillon periodista y militante, a los 9 años de edad ya conocía técnicas para escabullirse de los grupos de tareas, tenía charlas políticas con las amigas revolucionarias de su madre, y hacía con Taboada viajes furtivos hasta Puerto Iguazú para sacar por la frontera a algún compañero.
El último viaje fue en septiembre de 1976, al Uruguay, para sacar a Laly, la esposa del abogado y activista de los derechos humanos Eduardo Luis Duhalde (1939-2012), quien había escapado de Argentina un mes antes.
Laly estaba embarazada de su cuarto hijo, Santiago, que nacería en España.

Hay una página de un libro que ella me regaló poco antes del final, está escrita con su letra y dice: «Para Martita, mi compañera, que está aprendiendo a sentir como propias las alegrías y las luchas del pueblo latinoamericano».
Marta Dillon (hija de Taboada)

Durante la madrugada del 28 de octubre de 1976 ―cuando Taboada tenía 35 años de edad y estaba embarazada de mellizos de 7 meses―, una «patota» de servicios irrumpió en la vivienda, destrozó los muebles y se llevó a los tres adultos. El Negro Arroyo tenía 33 años y su novia Gladys Porcel ―que estaba embarazada de cinco meses―, 23 años de edad. Los seis niños, de distintas edades, fueron testigos del secuestro. Quedaron al cuidado de una chica de 16 años.
Los hijos de Taboada se mudaron con su padre ―también abogado, de pasado peronista pero ya no militante―.

Alguien me contó una vez que en el campo de concentración donde pasaste tres largos meses, las mujeres ―para sentir que se vestían por la mañana (o por esa hora difusa que el encierro convertía en mañana― se cambiaban de ropa entre ellas. Esa anécdota te nombra, mamá.
Marta Dillon

Fueron llevados al centro clandestino de detención Proto Banco, dependiente de la policía bonaerense. Marta Taboada y Gladys Porcel fueron posteriormente trasladadas al centro clandestino de detención El Vesubio, a pocos metros del primero.
Debido a las torturas a las que sistemáticamente eran sometidos los secuestrados, las dos mellizas (niñas) de Taboada murieron en el parto.
Marta Taboada y Gladys Porcel fueron fusiladas con otros compañeros desaparecidos a las 3:15 de la madrugada del 2 de febrero de 1977, en la esquina de las calles Santamarina y Chubut, en la localidad de Ciudadela, 23 cuadras al oeste de la avenida General Paz, en el Gran Buenos Aires.
El Negro Arroyo fue asesinado junto al dirigente sindical del gremio de farmacia Jorge Di Pascuale en el transcurso de febrero de 1977. Todos fueron enterrados en una fosa común en el cementerio del partido de Avellaneda. El periodista Rodolfo Walsh (1927-1977), dejó inmortalizados estos hechos en su Carta abierta de un escritor a la Junta Militar que dio a conocer el 24 de marzo de 1977, al cumplirse el primer aniversario del golpe de Estado que había inaugurado la dictadura cívico-militar. Fue asesinado ese mismo día.

## Recuperación
En un recordatorio aparecido en un periódico de Buenos Aires, el domingo 29 de octubre de 2000, los cuatro hijos sobrevivientes de Marta Taboada escribieron:

Mamá, en tu nombre y en el de todos los compañeros, defendemos la alegría de estar de pie y seguir luchando. No olvidamos. No perdonamos. No nos reconciliamos. Juicio y castigo a los genocidas y sus cómplices.
Marta, Santiago, Andrés y Juan Dillon

El Equipo Argentino de Antropología Forense trabaja continuamente identificando restos de NN desaparecidos.
En marzo de 2011 determinaron la identidad de los restos de Gladys Porcel de Puggioni. A finales de julio de 2011 los del Negro Arroyo. Y en agosto de 2011 los de Taboada.
Una vez identificados los restos de Marta Taboada, el sábado 27 de agosto de 2011, se realizó en la localidad de Moreno un homenaje en su memoria que agrupó a mucha gente y que fue declarado de interés municipal. La consigna era: «Ondearemos banderas subversivas para la liberación», en clara contestación a una declaración del expresidente Eduardo Duhalde (que no se debe confundir con el activista Eduardo Luis Duhalde, amigo de Taboada), hecha días antes con motivo de las elecciones primarias. Hubo música, banderas y bombos. En uno de los laterales de la urna funeraria se veía una fotografía de Evita Perón, con el pelo rubio suelto, sonriente, con dos fusiles cruzados y la leyenda: «Hasta la victoria siempre» (una frase del Che Guevara) y una segunda leyenda, referida a Taboada: «Mamá, abuela, hermana, amiga, amante, compañera».
La peregrinación estaba por culminar frente a la casa de la calle Joly.

Estoy aquí, más que como funcionario, como íntimo amigo de Marta. Fue compañera de militancia y mi apoderada. Esto me llega muy profundamente. [...] Yo ya había salido del país. Había salido un mes antes del secuestro de Marta, me había despedido de ella y le había pedido que se cuidara porque estaba en una zona de riesgo. Después me enteré de que la habían secuestrado. [...] El año 76 fue muy duro. No alcanzaba la memoria para retener los nombres de aquellos que nos enterábamos que habían desaparecido o habían sido asesinados.
Eduardo Luis Duhalde, secretario de Derechos Humanos de la Nación

Marta Taboada fue enterrada en el cementerio de Moreno, junto a su padre.